# 直流回路
直流回路（ちょくりゅうかいろ）は、直流の電源（複数のことがある）のみを持った電気回路である。

## 直流回路の法則
- 可逆定理（相反定理）
- 回路の双対性(duality)
- オームの法則(Ohm's law)
- 重ね合わせの理(principle of superposition)
- キルヒホッフの法則（電流則・電圧則）(Kirchhoff's laws)

等価電源の定理
- テブナンの定理（等価電圧源の定理）(Thevenin's theorem)
- ノートンの定理（等価電流源の定理）(Norton's theorem) : テブナンの定理の双対。
- ミルマンの定理（全電圧の定理）(Millman's theorem) : 双対が全電流の定理。
- 補償定理(compensation theorem)